# De vlucht naar Egypte (Bruegel)
De vlucht naar Egypte is een religieus landschap op klein formaat van Pieter Bruegel de Oudere uit 1563. Het werk, gesigneerd BRVEGEL MDLXIII, bevindt zich in het Londense Courtauld Institute of Art, dat ook Bruegels Christus en de overspelige vrouw bezit.

## Voorstelling
We zien de Heilige Familie op de vlucht naar Egypte omdat koning Herodes de Grote de pasgeboren Jezus wil doden. De episode is beschreven in het Evangelie volgens Matteüs (2:13-15), verder ingevuld door het apocriefe Pseudo-Matteüs-evangelie. Dat laatste was in Bruegels tijd bekend via de Legenda aurea en Armenbijbels. Het is voorjaar en tere wolkensluiers hangen in de lucht. Maria zit schrijlings op een ezel en houdt het ingeduffelde Jezuskind aan de borst. Haar ongebruikelijk rode mantel licht op tegen het blauw van het water. De voorop gaande Jozef, wiens blauwgrijze kleren eveneens afsteken tegen de donkere heuvels, zien we op de rug. Ze zijn een knotwilg gepasseerd waaraan een kapelletje hangt met een omvallend beeld van een god met een lans. Dit verbeeldt summier het neerstorten van de heidense afgodenbeelden, vermeld door Pseudo-Matteüs. Een omgevallen boomstam heeft een kruis gevormd dat vooruitwijst naar de Calvarie. Linksonder bij een rotsdoorgang bewegen zich figuurtjes over een loopplank. Hun nietigheid contrasteert met de overweldigende omgeving: machtig geboomte, burchten, steden en dorpen, ravijnen, grillige rotspartijen en scherpe bergkammen, een stroom of zeearm die zich een weg zoekt naar de einder.

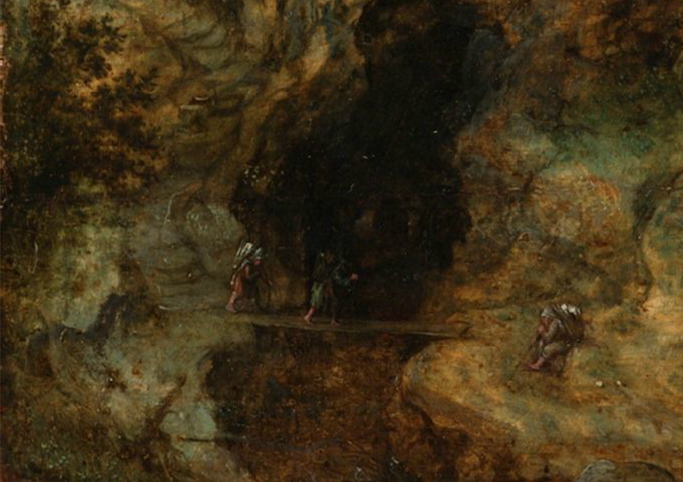
Drie figuurtjes bij de voetbrug
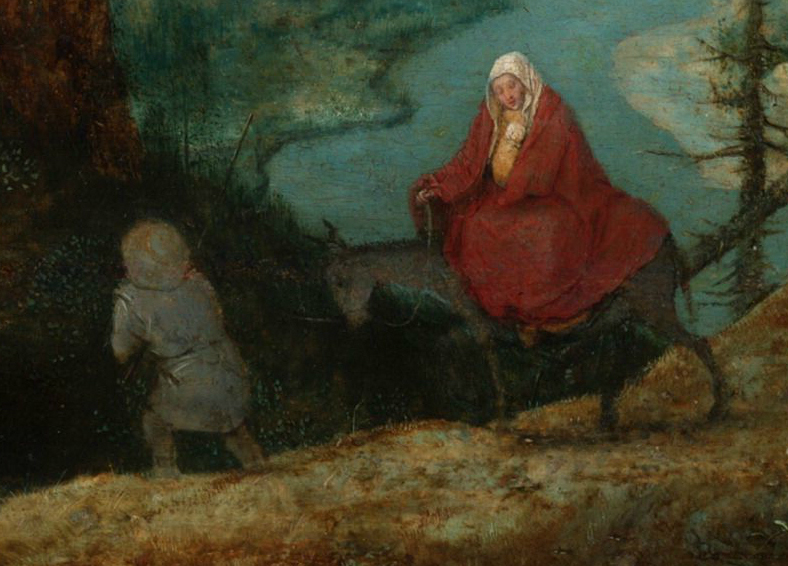
Heilige Familie
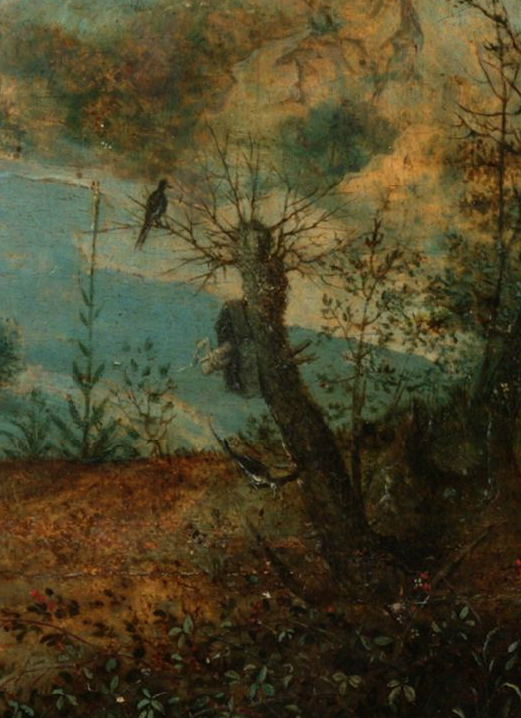
Wilg met vallend afgodenbeeld

## Analyse
Het schilderij is een wereldlandschap in de traditie van Joachim Patinir en Herri met de Bles, met een hoog gezichtspunt en een gedempt coloriet, opgebouwd in drie banden voor de dieptewerking. Patinirs Landschap met de vlucht naar Egypte, bijna veertig jaar eerder geschilderd, maakt duidelijk in welke richting Bruegel zich ontwikkelde. Compositorisch sloot hij aan bij de grote landschapsprenten waarmee hij in 1553-1556 zijn naam had gevestigd. De steil wegzakkende voorgrond en de repoussoirboom rechts zijn typisch bruegeliaans. Het thema van de Egyptevlucht had hij al eerder behandeld in tekening en in prent, maar het schilderij vertoont geen bijzondere verwantschap daarmee. Zijn voornaamste inspiratie was zijn Alpenreis van 1552, zij het dat Bruegel zelf het geheel componeerde en geen topografisch getrouw zicht maakte. Variatie was een leidend ideaal bij het schilderen.

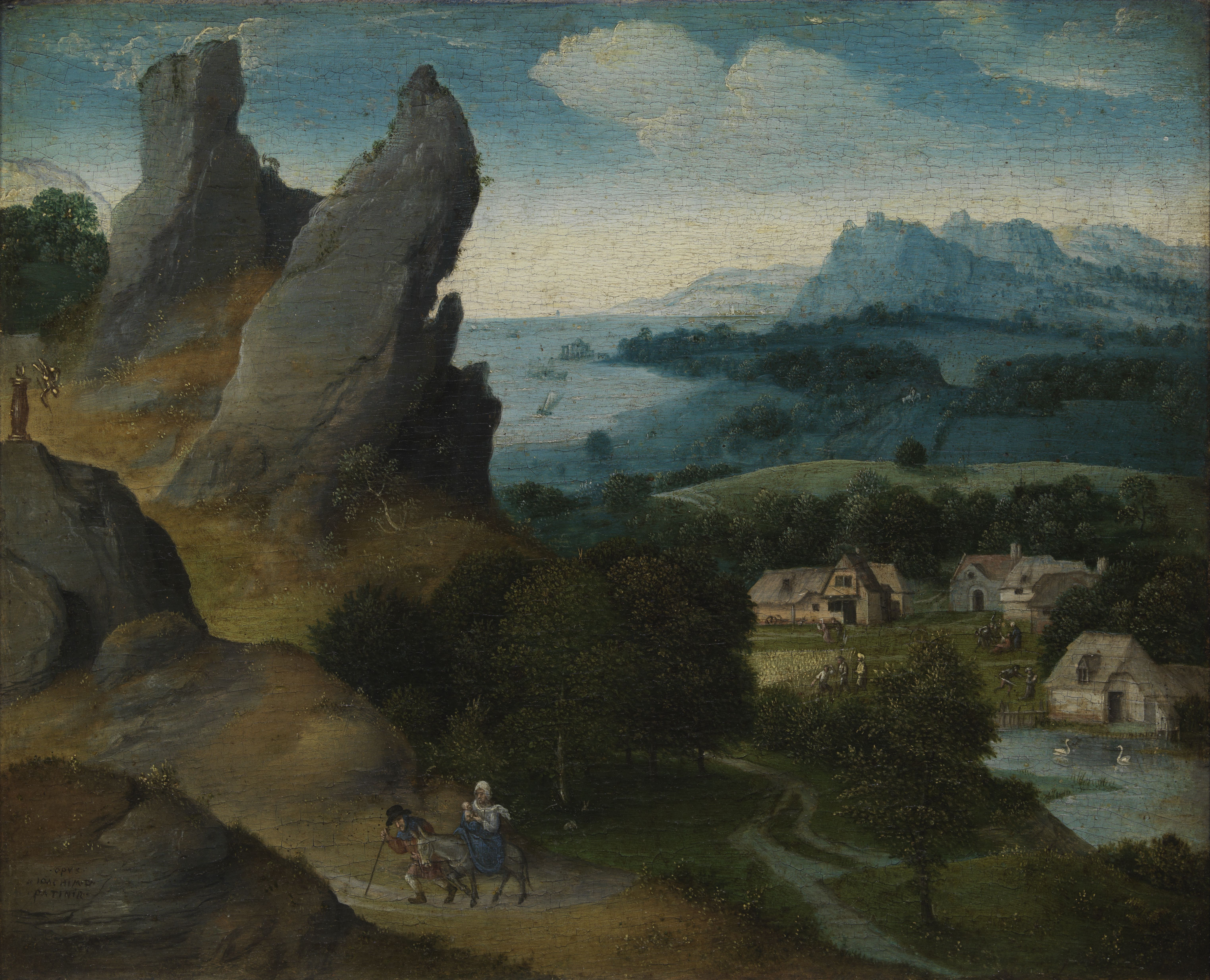
Landschap met de vlucht naar Egypte (Patinir, ca. 1516–17)
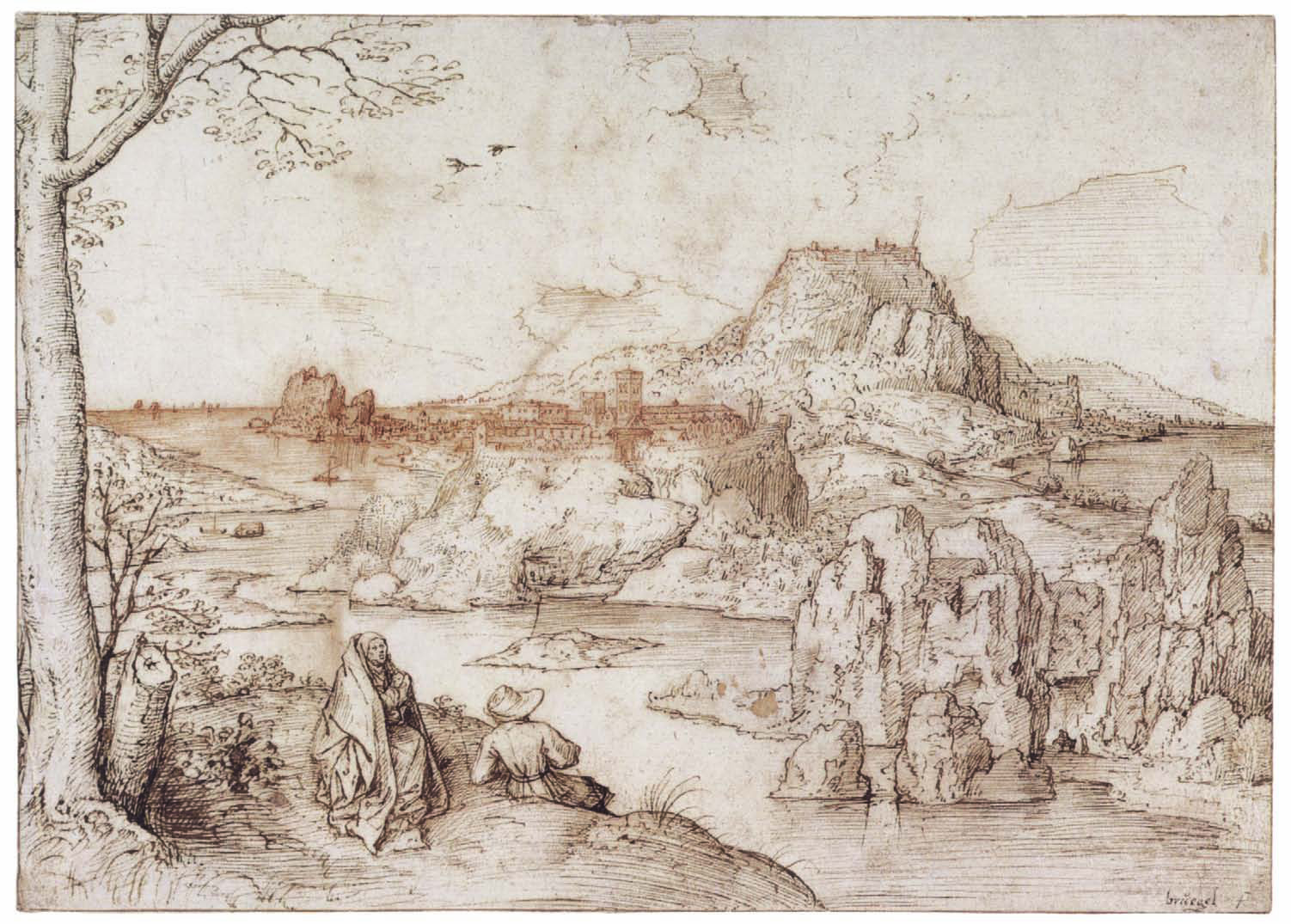
Tekening Rust op de vlucht naar Egypte, ca. 1555–56
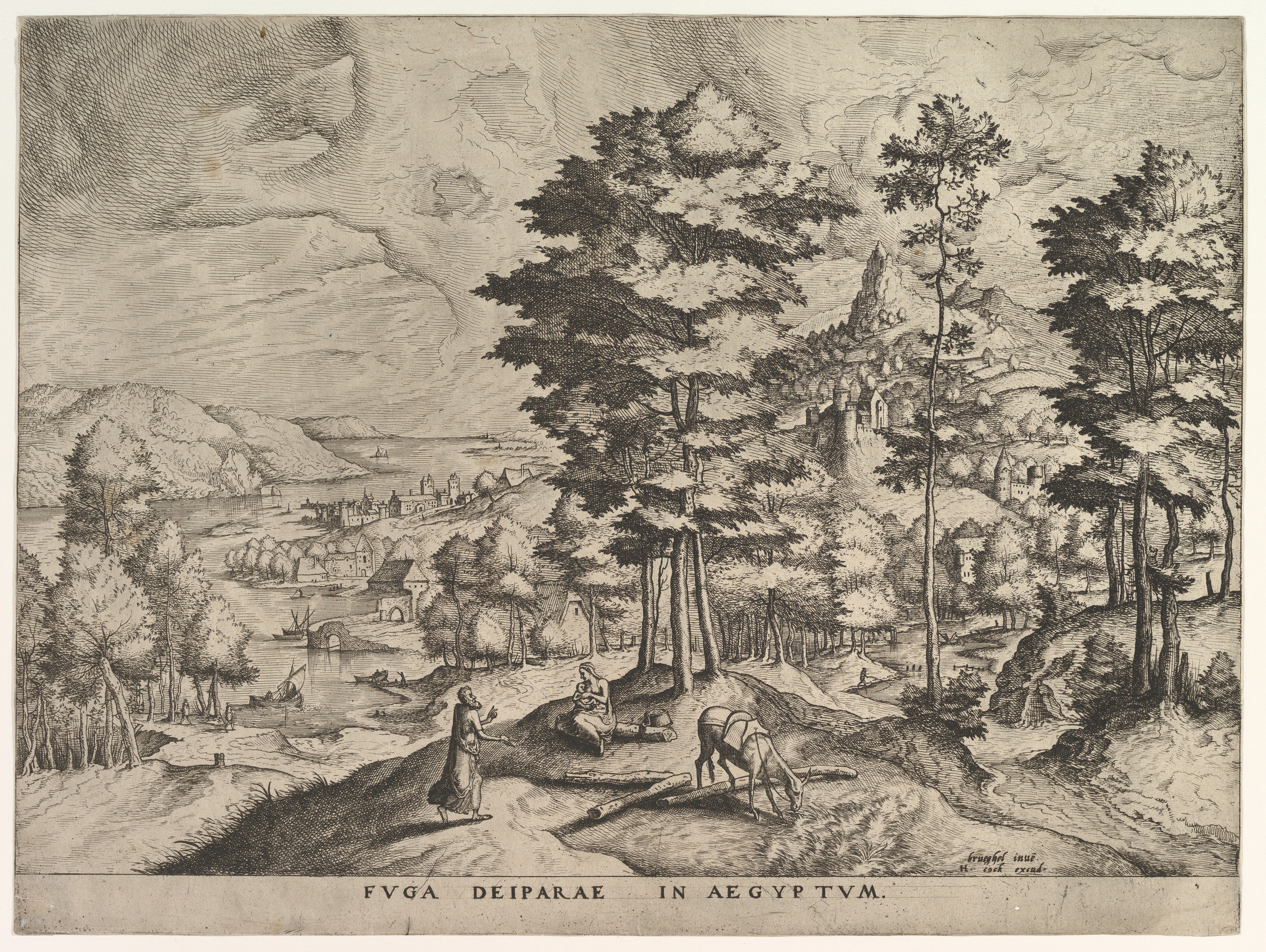
Prent Vlucht naar Egypte, ca. 1555–56

## Provenance
Het vroegste spoor van Bruegels Vlucht naar Egypte is in 1607 in een postume inventaris van de bezittingen van kardinaal Antoine Perrenot de Granvelle. Het is niet uitgesloten dat deze landsbestuurder ook de opdrachtgever was, want men weet vrij zeker dat hij Bruegel patroneerde. Later diezelfde eeuw treffen we een Vlucht naar Egypte aan bij Rubens en bij de kunstverzamelaar Pieter Stevens. Men gaat er meestal vanuit dat het telkens om het Londense paneel gaat, maar Sellink maakt daar voorbehoud bij omdat hij het waarschijnlijk acht dat Bruegel meerdere keren het thema schilderde.
Het paneel werd in 1939 door Gustav Glück teruggevonden in een Londense privé-verzameling. Het werd op een veiling aangekocht door de kunstverzamelaar Antoine Seilern, die het in 1978 met het gros van zijn collectie naliet aan het Courtauld.